# Sternowo
Sternowo – wieś w Polsce położona w województwie pomorskim, w powiecie chojnickim, w gminie Chojnice.
Wieś jest częścią składową sołectwa Lotyń.
Prywatna wieś szlachecka położona była w drugiej połowie XVI wieku w województwie pomorskim. W latach 1975–1998 miejscowość administracyjnie należała do województwa bydgoskiego.

## Historia
Według Słownika geograficznego Królestwa Polskiego z roku 1890, dzisiejsza wieś Sternowo powstała w roku 1853 jako folwark w dobrach Lotyń. Według spisu z roku 1885 było tu 8 domów i 104 mieszkańców.